# 12187 Lenagoryunova
12187 Lenagoryunova este un asteroid din centura principală de asteroizi.

## Descriere
12187 Lenagoryunova este un asteroid din centura principală de asteroizi. A fost descoperit pe 11 septembrie 1977 la Observatorul de Astrofizică din Crimeea de Nikolai Cernîh. Asteroidul prezintă o orbită caracterizată de o semiaxă mare de 2,66 ua, o excentricitate de 0,24 și o înclinație de 13,3° în raport cu ecliptica.